# Martti Wallén
Martti Christian Wallén, född 20 november 1948 i Helsingfors, död 29 juni 2024, var en finländsk operasångare (bas). Han var far till Herman och Ida Wallén.
Wallén avlade kantorsexamen vid Ortodoxa prästseminariet i Kuopio 1968 och var 1968–1972 ortodox kantor i Helsingfors. Han studerade för Pekka Salomaa vid Sibelius-Akademin 1970–1975. Han debuterade vid Finlands nationalopera 1973 (Colline i La Bohème) samt 1975 vid Kungliga Operan i Stockholm (Sparafucile i Rigoletto), debutkonsert i Helsingfors 1975. Han var anställd vid Kungliga Operan 1975–2000 samt vid operan i Gelsenkirchen 1980–1982. År 2004 framträdde han på Drottningholmsteatern i Stockholm. Hans repertoar omfattade de flesta av de stora basrollerna, och han gästspelade bland annat vid operorna i Moskva (Bolsjojteatern), Los Angeles, Antwerpen, Bryssel och Brygge. Han var konstnärlig ledare för Sommarmusikfestivalen i Sysmä 1996–1999 samt för Föreningen finn finsk musik i Stockholm 1996–2000.